# Психастения
Психастени́я (от др.-греч. ψυχή «душа» + ἀσθένεια «бессилие, слабость») — психическое расстройство, на данный момент классифицируемое как невроз (F48.8). Специфических признаков данного невроза в Международном классификаторе болезней не приводится. До перехода на этот классификатор в 1997 году в советской, а затем российской психиатрии использовалась классификация психопатий, разработанная П. Б. Ганнушкиным, в которой выделялась психастени́ческая психопати́я. В современной классификации расстройств личности точного эквивалента психастенической психопатии не выделяется, но наибольшее сходство имеет тревожное (уклоняющееся) расстройство личности. Характер психастеников называют трево́жно-сомнева́ющимся (трево́жно-мни́тельным).
Психастеников характеризуют изначальная (базальная) тревога со слабым вытеснением, дефензивность с конфликтом ранимого самолюбия и чувства неполноценности, деперсонализация со слабой чувственностью, рефлексивная аналитичность и постоянные тревожные сомнения, реалистичность мироощущения.

## История изучения
Понятие психастении ввёл П. Жане в 1894 году (также 1903, 1911), он понимал психастению очень широко и видел её причину в пониженном психическом напряжении, от чего страдает «функция реального» и происходит деперсонализация, откуда идут нерешительность, «умственная жвачка», неуверенность в себе, навязчивые состояния. Так же широко понимал психастению Ф. Раймонд (1911). С. А. Суханов (1905, 1912) понимал психастению («тревожно-мнительный характер») у́же, исключив из неё болезненные влечения, эпилептические и органические расстройства, однако его описание всё ещё включало в себя психастеноподобные ананкастические и шизофренические состояния. Т. И. Юдин (1926) отграничил от психастеников сенситивных шизоидов, но при этом также не отделил ананкастов. Все эти исследователи рассматривали главной причиной психастении истинные навязчивости.
П. Б. Ганнушкин (1907, 1933) считал главной в психастенике склонность к сомнениям, он впервые сделал целостное описание психастенического характера, отграничил психастеника от астеника и неврастеника и от шизофренических состояний. И. П. Павлов (1935) описал «второсигнальность», чувственную блёклость, двигательную неловкость, отсутствие чувства реального, неестественность, ощущение неполноты жизни, рассудочность психастеников. Позднее психастеников описывал М. Е. Бурно, согласно ему в основе этого расстройства лежит «обусловленная природной, изначальной тревожностью-дефензивностью, вкупе с чувственной жухлостью-блёклостью и засильем реалистической аналитической работы мысли, тревожно-тягостная неуверенность в своих достаточно реалистически-земных чувствах».
В англо- и немецкоязычной психиатрии преобладает описание отчасти схожих ананкастических (обсессивно-компульсивных) состояний. Специфических признаков данного невроза в Международном классификаторе болезней (МКБ-10) не приводится. До перехода на этот классификатор в 1997 году в советской, а затем российской психиатрии использовалась классификация психопатий, разработанная П. Б. Ганнушкиным, в которой выделялась психастеническая психопатия. В современной классификации расстройств личности точного эквивалента психастенической психопатии не выделяется, но наибольшее сходство имеет тревожное (уклоняющееся) расстройство личности, выделенное в 1980 году. Хотя термин больше не используется в психиатрической диагностике, он по-прежнему представляет собой одну из десяти клинических шкал популярных самоопросников MMPI и MMPI-2.

## Основные черты
Для психастеников характерен врождённый высокий уровень личностной тревоги. Психастеник видит в жизни множество опасностей и тревожится в ожидании того, что они реализуются, остро переживает такую возможность. Причём опасности эти не выдуманные, они действительно могут произойти, но психастеник преувеличивает их вероятность. Он знает, что в жизни есть также и радость, но предполагает, что она может быть разрушена. Психастеник не может справиться с этой тревогой в связи с тем, что у него слабо развито её вытеснение и нет интуитивного доверия к жизни.
Как и для родственных астеников, для психастеников характерна дефензивность (оборонительность) с конфликтом ранимого самолюбия и преувеличенного чувства собственной неполноценности. Это означает, что при жизненных трудностях они пасуют, прячутся, замыкаются. Неспособность справляться с трудностями говорит психастеникам, что они хуже других, но их самолюбие не может смириться с этим, что вызывает страдание. Психастеник ненавидит дефензивность в себе, но к дефензивности других людей относится терпимее, мягче. Чувство неполноценности выражается в робости, застенчивости, стеснительности, нерешительности, тревожной мнительности, в малодушии, склонности к сомнениям, неуверенности в себе. В отличие от астеников, психастеники подробно анализируют этот конфликт и его внешние проявления.
Психастеникам присуща (как защита от тревоги) мягкая деперсонализация (чувство своей эмоциональной изменённости, неуверенность в своих чувствах): в стрессовой ситуации у них притупляются чувства, при том что мышление работает ясно, разумно. В связи с этим психастеники, несмотря на свою обычную робость и страх смерти, могут проявлять героизм, спокойно отвечать на экзамене, не чувствовать горя на похоронах, мужественно перенести смертельный диагноз. Однако для психастеника стрессовыми являются многие повседневные ситуации, при этом притупившиеся чувства приводят его к растерянности, становится невозможным раскованное, непосредственное поведение. Психастеник в таких случаях вынужден придумывать как себя вести, при этом постоянно сомневаясь в правильности своих действий, испытывая напряжение и тревогу. Зачастую его поведение при этом становится неуклюжим, что только усугубляет ситуацию. Часто психастеник вынужден изображать чувства. Изменённые чувства при деперсонализации ощущаются всё же как свои, а не чужеродные. В спокойной обстановке чувства возвращаются к психастенику и он полноценно переживает всё произошедшее с ним за недавнее время.
Согласно И. П. Павлову, у психастеника преобладает вторая сигнальная система (то есть активность коры больших полушарий мозга превалирует над активностью подкорковых областей мозга), что приводит к явлению, которое описывают как слабое непосредственное чувственное переживание, «блеклая чувственность», «жухлая подкорка», слабость «животной половины». При этом в качестве компенсации усиливается работа мысли. «Блеклая чувственность» приводит к тому, что мир воспринимается не так ярко как мог бы, радости жизни приглушены. Несмотря на блеклую чувственность у психастеников чувствительная душа: они остро ощущают обиду, унижения, страдания, нежность, доброту, заботу, восторг. У психастеника сильное чувство голода, но гурманов среди них мало.
От чувственной бедности и деперсонализации психастеник не внимателен к деталям, например, не может вспомнить как именно выглядел собеседник, конкретные фразы разговора, подробный сюжет художественного произведения; зато хорошо помнит общий смысл и впечатление. Часто психастеники испытывают проблемы с глазомером, интуицией, механической памятью, музыкальным слухом. Плохая механическая память и невнимательность к деталям приводят к низкой эрудиции психастеника, ему может, например, казаться, что он зря читает книги, так как тут же забывает их содержание; однако это не так, прочтя хорошую книгу, психастеник всегда становится мудрее, его взгляд на мир становится шире и глубже. Слабая чувственность обусловливает то, что психастеники непрактичны в широком смысле этого слова: плохо рассчитывают время на дорогу, покупают в магазинах больше, чем могут унести, покупают одежду не своего размера, планируют слишком много дел, плохо ориентируются в пространстве. Отсюда же идёт и рассеянность психастеника, только что произведённые им действия не оставляют следа, и он, например, может не помнить, выключил ли он минуту назад газ или нет, куда только что положил какую-ту вещь. Чтобы психастеник запомнил что-то, ему нужно это понять. Когда психастеник достаёт информацию из памяти, она напоминает не фотографию, а рисунок по мотивам, причём каждый раз немного разный. Психастеники не отличаются и быстротой мысли. При этом у них нередко встречается глубокий творческий ум.
Неуверенность, вызванную деперсонализацией и слабой чувственностью, психастеник компенсирует чрезмерной аналитичностью. Психастеник действует по поговорке «семь раз отмерь — один отрежь» (а зачастую не «отрежь» вовсе). Занятый постоянными раздумьями, психастеник становится нерешительным. Значительную часть размышлений составляет рефлексия, психастеник постоянно оценивает себя со стороны. В условиях слабого вытеснения она перерастает в постоянный тягостный самоанализ-самокритику, вплоть до самобичеваний. Неудачи пробуждают чувство неполноценности; страдающее самолюбие и гипертрофированная совестливость при этом «наказывает» психастеника. Отказаться же от надоедливого самоанализа психастеник не может, ему нужно знать, кто он есть.
Тревога и аналитичность в ситуации неопределённости приводят психастеника к чрезмерным сомнениям, особенно если речь идёт о чём-то важном и возможны угрожающие варианты. В таком случае психастеник не может не думать об этом, но и прийти к какому-либо решению также зачастую не способен, в результате чего сомнение ходит по кругу, не в силах остановиться. Типичные объекты размышлений психастеника — смерть, опасные болезни (часто встречается ипохондрия), будущее своё и близких, межличностные отношения, смысл жизни, позор, долг, нравственность. При этом психастеник обычно спокойно переносит мелкие неприятности, неопасные болезни. В детстве у психастеника могут встречаться абсурдные навязчивости, которые обычно проходят с возрастом; сомнения же его напротив всегда логичны, реалистичны, пугающее его действительно может произойти, но психастеник сильно преувеличивает вероятность и опасность этого, ему важно, чтобы негативное событие вообще было не возможным, что в реальности зачастую недостижимо. Неопределённость для психастеника даже хуже негативной определённости. Психастеник смолоду боится будущего, не умеет жить настоящим, но с удовольствием погружается в воспоминания о прошлом, чем напоминает старика. Сомнения зачастую приводят психастеника к ленивости, «тяжести на подъём». Психастеник не всегда умён, сомнения такого психастеника примитивны.
Мироощущение психастеников реалистично (мировоззрение же не всегда, но психастеник редко бывает истинно религиозен). Источником своего духа, согласно М. Е. Бурно, они ощущают своё тело. Психастеник ощущает единство всего живого. Психастеника волнуют земные проблемы, а не абстрактные философские или мистические построения. Мышление его опирается на факты и постоянно сверяется с ними. Взгляд на мир у психастеника глубок, но при этом прост. Психастеник ценит теплоту и красоту материальности. Психастеник стремится к личностному развитию, самопознанию, так как изначально он не ясен сам себе. Стремление понять себя часто становится причиной творчества. Духовные раздумья и переживания доставляют большое удовольствие психастеникам. Психастеник стремится систематизировать свои знания, но при этом его картина мира всегда остаётся открытой. Страх смерти приводит психастеника к поиску смысла жизни. Психастенику очень страшно осознавать, что после смерти от него ничего не останется, как будто его и не было. Неверующие психастеники редко бывают воинственными атеистами. Если психастеник верующий, то, как правило, считает, что Бог — бесконечно милостив, а спасение зависит не от выполнения формальных правил, а от того, насколько человек был добрым. Психастенику важно уважать себя и быть уважаемым; незаслуженную похвалу ему слушать неприятно. Психастеника мало интересуют чувственные удовольствия, власть, борьба — для него важно найти своё дело жизни, которому можно искренне служить, оно помогает преодолеть мелочные тревоги и сомнения; неподходящая же работа делает психастеника несчастным.
Телосложение психастеников часто астеническое (хилое, слабое) или лептосомное (узкое), встречаются элементы диспластики (смешение элементов разных телосложений). В движениях психастеника чувствуется робость, неуверенность, плохая координация движений, неловкость. Психастения чаще диагностируется среди мужчин. У психастеников, как и у других дефензивных личностей, часто встречается вегетативная неустойчивость (учащённое сердцебиение, головная боль от сосудистых спазмов, пустая отрыжка и прочее), остеохондрозные ощущения, боли, геморрой и другие хронические, обычно не опасные, симптомы. Для психастеников характерна раздражительная слабость, выражающаяся в бессонницах, в быстрой утомляемости, в лени, в капризной нетерпеливости.

## Детство и юность
Психастенические черты обычно обнаруживаются уже к началу школьного периода. Уже в раннем детстве психастеники более тревожны, чем другие дети, например они могут сильно волноваться, если родители задерживаются с работы. В качестве защит от многочисленных тревог у психастеников могут появляться символические ритуалы (постукивания, приметы, подсчёт предметов и т. д.) и обереги.
Учёба в младших классах может вызывать затруднения в связи с относительно слабой механической памятью. Дети-психастеники постоянно перепроверяют себя, в связи с чем медлительны. При выступлении на публике они остро оценивают реакцию окружающих, что может привести к боязни выступлений. Психастеники стремятся к порядку, но зачастую не могут его достичь, что приводит к раздражению. Психастеники переживают за свою успеваемость. В старших классах и в вузах в связи с развитыми аналитическими и нередко творческими способностями учёба, несмотря на медлительность, даётся психастеникам легче. Они способны до всего дойти своим умом, хорошо разобраться в материале, вникнуть в суть, логически обобщить узнанное. Талант к этому нередко продолжает развиваться и в зрелости.
В связи со страхом ответственности и риска, психастеники неохотно участвуют в школьной общественной работе. С приятелями сходятся медленно, отбирая тех, кто не способен задеть их ранимость. Моторная неловкость приводит к низким результатам в физкультуре и на уроках труда. Драться не умеют и боятся, в связи с чем избегают конфликтов, уступают. Испытывают проблемы в общении с противоположным полом.
Однако у ребёнка ещё нет цельности взрослого характера, и временами он может вести себя нехарактерно для психастеника. В систему его характер складывается в юности в связи с появляющимися новыми вызовами, узнаванием всё больше нового об опасностях мира, на фоне бледнеющей чувственности усиливается рефлексия. Всё это приводит к усилению нерешительности, стеснительности, трудностей общения. В юности у психастеника часто особенно сильны страх смерти, ипохондрия, ужас перед безграничностью вселенной. Юный психастеник может пойти на бунт против родителей, если они навязывают ему ложную программу.
Очень важно, чтобы родители оказывали психастеническому ребёнку психологическую поддержку, учили его действовать, спокойней относиться к жизни. Не стоит перегружать их ответственностью. Нельзя жёстко ругать таких детей — это приведёт к страху неудачи. Им необходимо доброе подбадривание, ласка. Ребёнок-психастеник старается соответствовать ожиданиям родителей. Родительская любовь и уважение — лучшая психопрофилактика развития психастении. Очень вредно воспитание по типу гиперпротекции, особенно тревожными бабушками и дедушками.

## Общение и отношения
Психастеник испытывает значительные трудности в общении, обычно круг его знакомств узок или даже очень узок. Для психастеника типично чувство одиночества. Ведя разговор, психастеник параллельно оценивает ситуацию со стороны. Психастеник от неуверенности не бывает раскован, старается не смотреть в глаза. Психастеники не переносят длинных пауз в разговорах, молчание для них тягостно, так как они чувствуют, что оно возникает по вине их низких коммуникативных навыков; в таких ситуациях психастеник либо уходит глубоко в себя, не в силах произнести ни слова, либо начинает говорить глупости. Стремление как можно понятнее выразить свою мысль доходит до занудства. Инертность-медлительность мысли приводит к кажущейся невежливости психастеника за что тот потом винит себя. Из-за инертности мышления и погруженности в собственные переживания, психастеники часто реагируют на шутки с некоторым запозданием, что может быть воспринято окружающими как проблемы с чувством юмора, хотя на самом деле это и не так. В качестве гиперкомпенсации могут появляться напускная уверенность, бравада, категоричность, поучительный тон. В отличие от астеника, психастеник подробно анализирует свои коммуникативные проблемы: проигрывает неудачные моменты разговора, придумывает, как нужно было лучше сказать, размышляет о том, как на его слова реагировали собеседники, поняли ли они его правильно. Часто психастеник почти сознательно отталкивает от себя людей, которых по той или иной причине считает лучше себя, — чтобы не чувствовать себя рядом с ними ещё более неполноценно.
Для психастеников характерна неконгруэнтность (разница в мыслях, словах и поступках), часто замечаемая и осуждаемая наблюдательными людьми. Психастеник пытается притвориться таким же, как и все, так как боится открыто проявлять себя, опасаясь насмешек. Зачастую умный психастеник в компании старается скрыть свой интеллект, а сентиментальный — свои чувства. Нанесённые другими людьми обиды и оскорбления психастеники часто молча проглатывают, при этом сильно страдая внутри. От мелких обид они избавляются, жалуясь на обидчика третьим лицам и находя сочувствие. Сильные же обиды они способны хранить годами, что влияет на отношения с обидчиком, но при этом мстительность им не свойственна.
Психастеники очень нравственные люди, вопросы морали для них повседневны. Если же они совершают «дурные поступки», то всегда раскаиваются в этом, могут даже преувеличивать свою вину. Совесть психастеника достаточно подвижна и склонна к компромиссам, но на настоящие злодеяния психастеники не способны. Однако стремление никого не задевать может выйти боком для психастеника, например, он может отказаться от своих важных планов, если для их выполнения нужно «побеспокоить» кого-то, нарушить чьи-то интересы. Обидеть другого человека — страшный поступок для психастеника, в связи с этим он избегает начинать разговоры на чистоту, уступает там, где нужно было возмутиться. При этом, иногда уставая от такой осторожности психастеник выражается чересчур резко. Психастенику трудно быть начальником, так как ему неудобно отдавать распоряжения, заставлять людей подчиняться. Вместо давления на людей своей властью они пытаются убедить подчинённого, что неприятный приказ — для его же пользы либо обусловлен действиями высшего начальства или возможными проверками. Неоднозначные решения, невозможность никого не обидеть тяжело действуют на психастеника-начальника, иногда доводя до нервного срыва.
Психастеники могут испытывать сильное половое влечение и оргазм. Психастеники не теряют рассудок в сексе, для них не характерны изобретательность и стремление к экспериментам, при этом они способны наблюдать за собой со стороны и думать о посторонних вещах. Мастурбация для психастеников не намного беднее реальной близости. Фригидность психастеничкам не свойственна. Мужчине-психастенику сложно предложить половой контакт уважаемой им женщине. Психастеникам трудно и страшно переходить от романтических отношений к физическим.
Любят психастеники ласково, нежно и лирично. Психастеник боится трудностей семейной жизни: ответственности, быта, нехватки времени на духовные раздумья. Однако мысль прожить жизнь в одиночестве ещё страшнее. Для успешной семейной жизни психастенику очень важно найти человека, с которым бы у него возникло духовное и идейное согласие, взаимное уважение; сексуальная сторона играет меньшую роль. Психастеники редко изменяют и тяжело переживают измены. Кровное родство для психастеника значит меньше чем личностное сродство, отсюда возникает прохладное отношение даже к ближайшим родственникам, в том числе к детям, если с ними не возникает душевного единения; психастеник винит себя за это. Женщины-психастеники часто решают родить ребёнка не по велению сердца, а из понятия женского долга, материнский инстинкт у неё слабый. Если психастеник заботится о ком-то, то делает это серьёзно и последовательно, сильно беспокоится за таких людей. Если же нет — то не заботится вовсе, однако может делать вид участливого отношения, это вызвано стыдом за свою холодность перед этими людьми. Психастеник стыдится за плохие поступки близких людей как за свои собственные; это может перерастать в излишний контроль.
В узком кругу близких людей психастеник ведёт себя естественно и просто, проявляет чувство юмора, импровизирует. С другой стороны, он может раздражать близких доходящим до формализма перфекционизмом, постоянными сомнениями по незначительным поводам, занудством, раздражительностью, ленью. Испытывая сильную потребность в психотерапии, психастеник часто «превращает» своих близких в психотерапевтов.

## Дифференциальный диагноз
В отличие от также дефензивных астеников, у психастеников нет острой чувственности, зато есть деперсонализация и гипертрофированная аналитичность. Психастенической застенчивости присуща двигательная неловкость.
Есть целый ряд отличий психастеников от также страдающих от постоянных сомнений ананкастов, с которыми их нередко необоснованно смешивают. Ананкаст обладает острой чувственностью. У него нет двигательной неловкости. Многие ананкасты в отличие от психастеников весьма практичны, решительны и высокомерны, неуступчивы даже в деталях. Аккуратность не ценна для психастеника сама по себе, как ананкасту, она нужна ему для борьбы с рассеянностью, суетливостью, неряшливостью. Занудствует психастеник, чтобы его лучше поняли, а не от навязчивостей. Так же и с многократными проверками — у психастеника они от плохой памяти, а у ананкаста — от навязчивостей. Совесть психастеников гибка, при этом им стыдно перед теми, кто от них пострадал, а ананкастам — стыдно от того, что они нарушили свои правила, они боятся наказания. Ананкасты обычно не боятся смерти, зато их пугают мелкие жизненные неприятности. Опасения у психастеника реалистичны, а у ананкаста зачастую абсурдны.

## Примеры психастеников
Считается, что психастениками были такие известные люди как учёные Ч. Дарвин и И. П. Павлов, литераторы Е. А. Баратынский, В. Г. Белинский, А. П. Чехов, Э. Золя, художник К. Моне, театральный деятель К. С. Станиславский.
Из художественных персонажей к психастеникам можно отнести Гамлета из одноимённой трагедии У. Шекспира, Уинстона Смита из антиутопии Дж. Оруэлла «1984», Новосельцева из фильма Э. Рязанова «Служебный роман», Бузыкина из фильма Г. Данелия «Осенний марафон», Тодда Андерсена из фильма П. Уира «Общество мёртвых поэтов», героев рассказов А. П. Чехова — Алёхина из «О любви», Беликова из «Человек в футляре», Николая Степановича из «Скучной истории», Червякова из «Смерть чиновника»., Сёи Исида из аниме «Форма голоса».

## Лечение
Основной метод лечения психастении — психотерапия. Считается, что психотерапия психастеников дело нелёгкое и затяжное. Психастенику важно знать, что психотерапевт правильно понимает его проблему и хорошо в ней разбирается.
В связи с аналитичностью и блёклой чувственностью психастеника контакт с ним следует вести через логику, подробно разбирая все ситуации, доказывая, что весомых причин для тревоги нет. Успокоение, внушение, ободрение, отвлечение помогают психастенику мало. При ипохондрии разубедить психастеника лучше всего может врач, доказав ему, что с ним всё в порядке.
Психастенику важно изучить и принять себя и, опираясь на знание своих особенностей, начать совершенствоваться. Положительный эффект имеет научное изучение характерологии, сопровождаемое конспектированием. Изучение людских характеров может сделать из психастеника неплохого «психотерапевта» для своих близких. Ранее травмировавшее его поведение других людей может начать интересовать психастеника как исследователя. В частности, существует психотерапевтический метод «Терапия творческим самовыражением (М. Е. Бурно)», в рамках которого пациенты изучают элементы психиатрии и характерологии.
В принятии себя может помочь групповая психотерапия в среде других психастеников: общаясь с похожими людьми, психастеник начнёт проникаться уважением к ним и получать от них уважение, что постепенно должно привести к повышению самооценки. Важно показать психастенику, что люди с подобным характером достигали больших успехов благодаря тому, что в них есть не только отрицательные качества, на которых концентрируется психастеник, но и много положительного. Изучая характеры известных психастеников, он находит ценные качества и в себе. Но важно при этом, чтобы в группе не было агрессивно настроенных людей.
Психастенику нужно стремиться как можно больше взаимодействовать с жизнью, активировать свою чувственность, поднимать жизненный тонус. Необходимо быть готовым к действию, стараться сначала действовать, а потом думать. Психастенику важно, чтобы сама жизнь показала ему его ценность. Важно переключить внимание психастеника на работу, физкультуру, путешествия, хобби, творчество, оживить его эмоции. Физкультура, закаливание, пешие прогулки улучшают физическое самочувствие психастеников, укрепляя тем самым их психическое состояние. Неорганизованному от природы психастенику важно соблюдать расписание, распорядок дня (хорошо, если он уложится в него хотя бы частично).
В связи с плохой памятью на эмоциональные подробности собственной жизни психастенику стоит делать больше фотографий, вести дневник и т. п., чтобы иметь возможность оживить прожитое в воспоминаниях.